# Maruxa Vilalta
María Vilalta Soteras, més coneguda com a Maruxa Vilalta (Barcelona, 28 de setembre de 1932−Ciutat de Mèxic, 19 d'agost de 2014), va ser una dramaturga i directora de teatre mexicana d'origen català. Va destacar en la dramatúrgia a nivell internacional. Les seves peces de teatre han estat traduïdes, publicades i representades en diversos països. Va guanyar deu vegades el premi dels crítics a la millor obra de l'any.

## Biografia
Era filla de l'advocat Antoni Vilalta i Vidal, figura rellevant en la Segona República Espanyola de 1931, un dels lluitadors per l'Estatut d'autonomia de Catalunya, fundador d'ERC, i de Maria Soteras Mauri, doctora en lleis. Antoni Vilalta va ser escollit i proclamat diputat de l'Il·lustre Col·legi d'Advocats de Barcelona. Maria Soteras va ser la primera dona que es va titular com advocada a la Universitat de Barcelona i va pertànyer també al Col·legi d'Advocats. En 1936, en iniciar-se la guerra civil a Espanya s'exilien tres anys a Brussel·les i arriben a Mèxic via Nova York en 1939.
Des de l'edat de vuit anys Maruxa té la nacionalitat mexicana. Va cursar a Mèxic els seus estudis, des de l'educació primària, i sis anys de batxillerat en francès al Liceu Franco-Mexicà. Ingressa a la Universitat Nacional Autònoma de Mèxic i cursa el mestratge en lletres espanyoles. Com a escriptora va començar per publicar tres novel·les que van obtenir diverses edicions: El castigo (1957), Los desorientados (1959) i Dos colores para el paisaje (1961). Adaptà Los desorientados al teatre i a partir de l'estrena, en 1960, va iniciar la seva carrera de dramaturga. Totes les obres que escriu són peces de teatre, amb excepció d'alguns contes, publicats en periòdics i revistes culturals, i el llibre de narracions El otro día, la muerte (Serie del Volador, Joaquín Mortiz, 1974), que conté: "Diálogos del narrador", "La muerte y su invitado", "Romance con la muerte de agua", "Aventura con la muerte de fuego" i "Morir temprano", "Mientras comulga el general".
En 1994 va ser nomenada Creadora Artística del Sistema Nacional de Creadors d'Art. Al novembre de 2010 se li va atorgar el Premi Nacional de Ciències i Arts a l'àrea de Lingüística i Literatura, per la seva obra Que ha tingut ressonància nacional i internacional. Temes com la incomunicació i l'afany d'evasió s'uneixen en les obres d'aquesta autora a la crítica política, protesta contra la injustícia social i defensa de l'ésser humà. El teatre de Maruxa Vilalta dona un significat més ampli als problemes dels països i dels seus pobladors en l'hora actual.

## Distincions
A més dels premis a les seves peces de teatre, va rebre, entre d'altres, les següents distincions: 
- Diploma de l'Instituto Mexicano de Cultura, 1963.
- Diploma del Departamento del Distrito Federal, Programa Cultural de la XIX Olimpiada, 1968.
- Diploma com a vicepresidenta del Colegio de Literatura, 1968.
- Premi al mèrit literari, Círculo de Letras Nuevos Horizontes, Managua, 1972.
- El 9 (Number 9) en l'antologia de les millors obres curtes de l'any, The Best Short Plays 1973, de Stanley Richards.
- Diploma com a sòcia honorària de la Unión Femenina de Periodistas y Escritoras, 1974.
- Designació de la Unión Femenina de Periodistas y Escritoras com a Mujer de la Década 1970-1980.
- Premi d'honor de Claridades per la seva destacada aportació a l'art, 1998.
- Per la seva trajectòria com a dramaturga li van ser dedicades les Novenas Jornadas de Teatro Latinoamericano, organitzades per la Universitat de Tennessee i la Secretaría de Cultura de Puebla, a Puebla del 3 al 6 de juliol de 2001.
- Premi Nacional de Ciències i Arts a l'àrea de Lingüística i Literatura pel govern de Mèxic en 2010.

## Obres

### Peces de teatre i premis
- Los desorientados (1960).
- Un país feliz (1964).
- Soliloquio del tiempo (1964).
- Un día loco (1964).
- La última letra (1964).
- El 9 (1965).
- Cuestión de narices (1966). Premi al millor grup i al millor director, Ramón Dagés, al Festival de Manresa (1974).
- Esta noche juntos, amándonos tanto (1970). Premi Juan Ruiz de Alarcón a la millor obra de l'any i Premi a la millor obra al Festival de Las Máscaras, a Morelia.
- Nada como el piso 16 (1976). Premi Juan Ruiz de Alarcón a la millor obra de l'any i Premi de la Unión de Críticos y Cronistas de Teatro a la millor obra de l'any.
- Historia de él (1978). Premio Juan Ruiz de Alarcón a la millor obra de l'any i Premi d'El Fígaro a la millor obra de l'any.
- Una mujer, dos hombres y un balazo (1981). Conté quatre obres en un acte: En Las Lomas, esa noche, El té de los señores Mercier, El barco ebrio, Archie & Bonnie.
- Pequeña historia de horror (y de amor desenfrenado) (1985).
- Una voz en el desierto. Vida de San Jerónimo (1991). Premi de l'Asociación Mexicana de Críticos de Teatro a la millor obra d'investigació creativa, Premi de Dramaturgia de la Agrupación de Periodistas Teatrales y Premio de Claridades a la millor obra de l'any.
- Francisco de Asís (1992). Premi de l'AMCT a la millor obra d'investigació creativa.
- Jesucristo entre nosotros (1994).
- Ignacio y los jesuitas (1997).
- 1 9 1 0 (2000 y reestreno en 2001).
- Con vista a la bahía. S'estrena al teatre El Granero el 18 de maig de 2007, presentada pel Consejo Nacional para la Cultura y las Artes i l'Instituto Nacional de Bellas Artes. Segona temporada al Centro Cultural Helénico, Teatro de La Gruta, a partir del 3 de setembre de 2007.

### Publicacions
Les obres de Maruxa Vilalta han estat publicades per editorials de prestigi, entre elles el Fondo de Cultura Económica, el Consejo Nacional Para la Cultura y las Artes, Joaquín Mortiz, Planeta, Editorial AADPC y la Universidad Nacional Autónoma de México.
La peça 1 9 1 0 té per tema la Revolució Mexicana i es va estrenar en el teatre El Granero, el 27 de novembre del 2000, presentada pel Consejo Nacional para la Cultura y las Artes a través de l'Instituto Nacional de Bellas Artes, l'Instituto Nacional de Estudios Históricos de la Revolución Mexicana i la Universitat Nacional Autònoma de Mèxic. Es va iniciar una segona temporada el 20 d'abril de 2001, al Centro Nacional de las Artes, teatre Salvador Novo.
En 2002 la Dirección General de Publicaciones del Consejo Nacional para la Cultura y las Artes publica en la col·lecció "Lecturas Mexicanas" el llibre 1 9 1 0 i tres obres més, que conté les peces de Maruxa Vilalta: 1 9 1 0, Una mujer, dos hombres y un balazo, Pequeña historia de horror (y de amor desenfrenado), Una voz en el desierto. Vida de San Jerónimo.
També en 2002 la Universidad Nacional Autónoma de México publica en la seva sèrie "Voz Viva" el disc-llibre Antología de teatro, amb fragments d'obres de Maruxa Vilalta en veu de l'autora i textos impresos.
En el mateix any la Societat General d'Escriptors de Mèxic inclou tres obres d'aquesta dramaturga en el disc compacte Cien años de teatro mexicano.
En novembre de 2003 el Fondo de Cultura Económica publica una Antología de obras de teatro de Maruxa Vilalta, en la col·lecció "Letras Mexicanas", selecció i pròleg de Felipe Garrido.
El Fondo de Cultura Económica va reunir a més diverses de les peces d'aquesta autora en les col·leccions Teatro I (1972, 4ª.edición 1997), Teatro II (1989, 2ª. edición 1992) i Teatro III (1990, 3ª. edición 1994).
En 2006 es publica A Voice in the Wilderness, The Life of Saint Jerome, traducció d'Edward Huberman revisada i editada per Sharon Magnarelli, edició bilingüe, The Edwin Mellen Press, Lewiston, Nueva York.
En 2006 Ignacio y los jesuitas es presenta a El Progreso, Honduras, amb el grup de Teatro La Fragua, director Jack Warner. Temporada en 2006 i 2007.
En 2007 Una mujer, dos hombres y un balazo s'estrena a Bogotá, Colombia, presentada per la Universitat Estatal, direcció d'escena de Maira Salamanca. Publicada en català amb el títol Una dona, dos homes i un tret per l'Editorial AADPC i traduïda per Enric Cervera Ral l'any 1999.
En 2007 s'estrena a Mèxic l'obra de Maruxa Vilalta: Con vista a la bahía, publicada pel Consejo Nacional para la Cultura y las Artes en 2010.
La investigadora María Elena Reuben, de Hofstra University, Nova York, establí una Bibliografia de Maruxa Vilalta amb les obres d'aquesta autora, les principals referències i articles acadèmics sobre el seu teatre i una selecció de ressenyes i comentaris de premsa.
En Pamplona va establir també una Bibliografia de Maruxa Vilalta l'escriptor Eduardo Mateo.
Destaca també la recerca sobre les obres de Maruxa Vilalta al Diccionario de escritores mexicanos siglo XX, direcció i assessoria d'Aurora M. Ocampo, Instituto de Investigaciones Filológicas, Centro de Estudios Literarios, Universidad Nacional Autónoma de México.

### Direcció d'escena
Maruxa Vilalta dirigí obres de Jean Anouilh, Albert Husson, Peter Ustinov, Ira Wallach, Gabriel Arout / Anton Txékhov i, a partir de 1970, només les obres de les quals era autora. Impartia cursos i seminaris de teatre. Va participar en conferències d'universitats i centres d'estudi de Mèxic i de l'estranger.
Maruxa Vilalta va ser membre del PEN Club Internacional, la Societat General d'Escriptors de Mèxic, la Societat Mexicana de Geografia i Estadística i l'Associació d'Escriptors de Mèxic, entre altres agrupacions.

### Articles
Entre els principals assajos i articles sobre les obres d'aquesta escriptora, els publicats a Mèxic per Carlos Solórzano, Luis G. Basurto, Luis de Tavira, Ramon Xirau, Efraín Huerta, Mauricio Magdaleno, Héctor Azar, Marcela del Río, Henrique González Casanova, José Ramón Enríquez, Sergio García Ramírez, Reyna Barrera i Fernando Sánchez Mayáns; a Madrid i a Veneçuela prr Carlos Miguel Suárez-Radillo; a Barcelona por Manuel Aznar Soler, Josep Maria Poblet, Joaquim Ventalló i Vergés i Josep Maria Lladó i Figueres; a França per Jean i André Camp; als Estats Units per Sharon Magnarelli, Robert L. Bancroft, Willis Knapp Jones, J. Gaucher-Schultz i Joan R. Boorman; a Toronto per Kirsten F.Nigro; a Puerto Rico per Edna Coll; a Río de Janeiro per María Ramos i a Praga por Jan Makarius.